# Miguel Grau (Metro de Lima y Callao)
Miguel Grau es la decimoséptima estación de la línea 1 del Metro de Lima y Callao. Está ubicada en la intersección entre las avenidas Miguel Grau y Nicolás Ayllón, en el distrito de Lima. La estructura de la estación es elevada y funcionaba de terminal norte hasta mayo de 2014, con la inauguración de la ruta Miguel Grau - Bayóvar (segundo tramo).

## Historia
La estación fue inaugurada el 11 de julio de 2011, como parte de la extensión del primer tramo. Posteriormente, la estación fue puesta en periodo de pruebas desde enero de 2012, y fue puesta en periodo comercial en abril del mismo año, recibiendo gran cantidad de pasajeros. Desde la inauguración de la ruta Miguel Grau - Bayóvar (segundo tramo) en mayo de 2014, la estación Miguel Grau dejó de funcionar como terminal norte.

## Acceso
El acceso a la estación originalmente era únicamente en el lado sur de la estación y se encuentra a nivel de calle. La estación posee tres niveles; en el primero se encuentra la zona de torniquetes y boletería. El segundo es una zona de tránsito, mientras que en el tercero, las plataformas norte y sur que están conectadas internamente por escaleras mecánicas y ascensores provenientes del segundo nivel.
En 2019, se inauguró un nuevo acceso, ubicado en la parte izquierda de la estación, tiene la función de facilitar la movilización de usuarios del metro; puesto que, en hora punta se concentraba una gran cantidad de personas que colapsaban la estación, y hasta ese entonces única entrada, esta conectada al segundo nivel y posee su propia zona de torniquetes y boletería.
En los alrededores de la estación, se ubican el Hospital Dos de Mayo, el Cuartel de Barbones y el mercado informal de Tacora.